# Eubazus kedrovyi
Eubazus kedrovyi är en stekelart som beskrevs av Sergey A. Belokobylskij 1998. Eubazus kedrovyi ingår i släktet Eubazus och familjen bracksteklar. Inga underarter finns listade i Catalogue of Life.